# Ultima
Ultima est une série de jeux de rôle sur ordinateur développés par la société Origin Systems (désormais filiale d’Electronic Arts) entre 1981 et 1999. Créée par Richard Garriott, alias Lord British, la série est souvent considérée par ses amateurs comme un modèle du genre.

## Présentation
Ultima raconte l’histoire d’un héros appelé par Lord British, le souverain d’un monde connu tout d’abord sous le nom de Sosaria, puis de Britannia, à chaque fois que des problèmes voient le jour et menacent la paix. Le héros, provenant de notre Terre, est conduit à surmonter de nombreux obstacles et à combattre plusieurs entités et finit par recevoir le titre d’Avatar, personnification de toutes les vertus.
La série des Ultima peut être divisée en deux parties. Les trois premiers jeux sont des jeux de rôle médiévaux-fantastiques archétypaux où le joueur doit grosso modo tuer le maître du Mal pour triompher. Les jeux suivants ajoutèrent un élément moral novateur, dans le sens où le personnage incarné par le joueur doit exceller dans les huit vertus de l’honnêteté, de la compassion, de la bravoure, de la justice, du sacrifice, de l’honneur, de la spiritualité et de l’humilité. La plupart de ces valeurs proviennent du code de conduite de la chevalerie (mais sans référence au christianisme), bien que Richard Garriott ait pris certaines idées du film Le magicien d'Oz.
Les Ultima I à V furent développés et édités à la base sur les ordinateurs de la famille Apple II. À partir d’Ultima VI, tous le furent pour les PC. Les premiers Ultima furent portés sur diverses machines, dont la gamme 8 bits d’Atari (Ultima I-IV), l’Atari ST (Ultima II-VI), le Commodore 64 (Ultima I-VI), l’Amiga (Ultima III-VI) et le PC (Ultima I-V).
La série Ultima était également connue pour les accessoires fournis avec les jeux. À partir d’Ultima II, tous étaient livrés avec une carte en tissu du monde. À partir d'Ultima IV, divers bibelots (pendentifs, pièces, pierres) étaient inclus dans les boîtes.
La série des Ultima présente un monde extrêmement riche et attachant. L'immersion dans le monde de Britannia se fait (au moins à partir d'Ultima V) avec une profondeur rarement égalée même par rapport à nombre de jeux actuels. Ces aspects et le caractère philosophique des Ultima (vertus de l'Avatar mais aussi perversions par Blackthorn, vertus des Gargouilles et des Ophidiens) ont engendré une importante communauté de fans de la série. Ceux-ci se regroupent principalement au sein des « Ultima Dragons ».
Cet engouement et cette communauté sont à l'origine de toute une série de remakes des différents épisodes de la série.
On regrettera juste, de nos jours, que les graphismes des premiers jeux ne soient plus au niveau des productions actuelles.

## Les jeux

### La série originale

#### L’âge des ténèbres
- Ultima I: The First Age of Darkness (1981)
- Ultima II: The Revenge of the Enchantress (1982)
- Ultima III: Exodus (1983)

#### L’âge de lumière
- Ultima IV: Quest of the Avatar (1985)
- Ultima V: Warriors of Destiny (1988)
- Ultima VI: The False Prophet (1990)

#### L’âge de l’Armageddon (la saga du Gardien)
Britannia devient la cible d’une entité malveillante d’un monde distant et inconnu - le Gardien. Celui-ci semble n’avoir pour but que la ruine et l’asservissement total à sa personne des mondes dont il se rend maître.
Plusieurs attaques sont lancées successivement : introduction sur Britannia de générateurs visant à perturber l’éther et la magie, et à communiquer avec une cinquième colonne, emprisonnement du château de Lord British sous un dôme de roche noire, corruption des temples dédiés aux vertus. Après une tentative infructueuse, le Gardien finit par parvenir à pénétrer physiquement sur Britannia.
La lutte contre le Gardien et ses alliés mène l’Avatar à travers plusieurs mondes, dont certains sont depuis longtemps déjà sous le contrôle du Gardien. La série se clot par l’anéantissement du Gardien et le rétablissement des vertus en Britannia.
Cet âge est conté, chronologiquement, dans les jeux suivants :
- Ultima VII La Porte Noire (1992)
- Ultima Underworld II: Labyrinth of Worlds (1992)
- Ultima VII Part 2 : Serpent Isle (1993)
- Ultima VIII: Pagan (1994)
- Ultima IX: Ascension (1999)

### Jeux dérivés
- Akalabeth (1980)

- Worlds of Ultima: Savage Empire (1990)
- Worlds of Ultima II: Martian Dreams (1991)
- Worlds of Ultima III: Arthurian Legends (nc)

- Ultima Underworld: The Stygian Abyss (1991)

### Ultima Online
Une version en ligne du monde de Britannia, Ultima Online, fut publiée en 1997 et connait toujours un vif succès en 2008 avec 75 000 abonnés actifs

### Jeux sur console
Les versions console des Ultima ont permis de toucher un public plus large, particulièrement au Japon, où l’on suppose que les portages sur Famicom auraient inspirés la série de Dragon Quest et où des mangas basés sur le jeu furent publiés. Dans la plupart des cas, les graphismes et l’interface furent modifiés.
- Ultima: Exodus (NES)
- Ultima: Quest of the Avatar (NES, Master System)
- Ultima: Warriors of Destiny (NES)
- Ultima: Runes of Virtue (Game Boy) — Orientée vers l'action et la solution d'énigmes.
- Ultima: Runes of Virtue 2 (Game Boy, SNES)
- Ultima: The False Prophet (SNES) — Jouabilité adaptée pour le gamepad. Inclus des modifications du scénario et une réduction de la violence.
- Ultima: The Black Gate (SNES) — Jouabilité adaptée pour le gamepad. Inclus des modifications du scénario et une réduction de la violence.
- Ultima: The Savage Empire (SNES) — Version mise à jour utilisant le moteur de The Black Gate. Sortie uniquement au Japon.

## Les remakes et émulateurs
Cette section ne reprend que les projets achevés ou en cours d'achèvement. Il existe en effet une multitude de projets avortés ou simplement esquissés.

### Exult
Exult permet de jouer aux deux parties d’Ultima VII (La Porte Noire et Serpent Isle) sur les PC des années 2000, et sous les systèmes d'exploitation Windows (excepté Vista apparemment), Linux ou Mac OS.
Parce qu’il était programmé pour des PC du début des années 1990, pour le système d’exploitation MS-DOS, et pour tourner aussi vite que le permet le processeur, l’utilisation de l’exécutable originel du jeu Ultima VII était devenue difficile sur les PC des années 2000.
Le programme Exult est une reconstruction améliorée du moteur d’Ultima VII :
- les données (scénario, dialogue, armes, bestiaire), les graphismes et musiques sont conservés à l’identique; les fichiers du jeu original sont utilisés par le programme Exult.
- la vitesse de jeu est plafonnée, donc stable et idéale pour une puissance de calcul suffisante.
- le nombre de sauvegardes est devenu illimité, et leur chargement instantané.
- des définitions supérieures au 320*200 pixels originel sont possibles. Les graphismes originaux sont alors lissés.
- l’écran inventaire du joueur de Serpent Isle est disponible dans La Porte Noire.
- plusieurs traductions des deux jeux ont été faites. Leur utilisation nécessite Exult.

Étant une reconstruction du moteur du jeu, et non une utilisation du moteur d’un jeu postérieur, Exult permet de goûter au gameplay originel d’Ultima VII, ou plutôt, un gameplay amélioré par ce que permettent des machines plus puissantes.
Le terme Exult dérive de l’acronyme X-Ult, X étant la première lettre de X Window System, et Ult les trois premières lettres du terme Ultima.

### Ultima V Lazarus
Ultima V Lazarus utilise le moteur de Dungeon Siege pour recréer l'univers et l'intrigue d’Ultima V: Warriors of Destiny. Au-delà des changements graphiques et de gameplay, l'intrigue a été très largement approfondie et améliorée et le nombre de personnages considérablement augmenté. Ajouté à des musiques d'une très grande qualité, ce jeu amateur est de bien meilleure qualité et plus attachant (même pour les non-fans de la série) que bon nombre de jeux commerciaux. Ce jeu existe en versions anglaise, française et allemande.

### The Ultima VI Project
Comme Lazarus, ce remake utilise le moteur de Dungeon Siege pour recréer l'intrigue et le monde de Ultima VI: The False Prophet. Le scénario et les dialogues ont été approfondis. Ce jeu est disponible en français, anglais et allemand.

### La Croisée des Chemins
Il s'agit d'une communauté francophone de joueurs d'Ultima Online. Tous les serveurs qui y sont présents, ouverts ou encore en construction sont gratuits. Les émulateurs généralement utilisés dans ceux-ci sont soit Sphere ou bien RunUO. Dans tous les cas, cela reste le moyen le plus facile de se trouver un serveur plaisant pour s'amuser!

## La suite spirituelle
Richard Garriott a fondé la société Portalarium en septembre 2009, dans le but d'éditer des jeux sociaux en ligne. En octobre 2012, le développement d'un nouveau projet est lancé et, en mars 2013, Richard Garriott annonce que ses investissements se portent maintenant sur un jeu nommé Shroud of the Avatar, qui se veut la suite spirituelle de la série Ultima, dont les droits ont été cédés à Electronic arts.
Afin d'accompagner le développement du jeu, le père de la série des Ultima a choisi de faire appel à un cofinancement de la part des joueurs via une campagne Kickstarter, qui permet aux personnes qui soutiennent son jeu d'en obtenir une copie ainsi que diverses récompenses en échange de leur implication. De l'aveu même de Richard Garriott, son objectif n'est pas tant de réunir la somme demandée dans la mesure où il finance largement le projet que de mesurer son audience et de constituer une communauté ainsi qu'une inertie autour de Shroud of the Avatar. Ce choix lui permet donc de s'affranchir du système classique de l'édition, avec lequel il a connu de nombreux désaccords, et dont il dénonce les dérives.
Shroud of the Avatar doit proposer une véritable aventure solo à l’instar d’Ultima I~IX avec une focalisation première sur le scénario du jeu. À côté de ça il proposera une composante multijoueur personnalisable avec une forme de monde persistant et un système de confrontations entre joueurs élaboré. Néanmons Richard Garriott a bien précisé que ce jeu ne serait pas conçu pour être joué massivement en ligne et qu'il serait même tout à fait possible de jouer hors ligne sans système bloquant de protection contre la copie.
Forsaken Virtues est le titre du premier épisode de Shroud of the Avatar. Une histoire en cinq chapitres est prévue, et le but est qu'un nouveau chapitre sorte chaque année sous la forme d’add-ons accompagnés de nouvelles zones de jeu. Le jeu est développé avec le moteur Unity 3D et fonctionnera avec Windows, Mac et Linux sur PC avec une version mobile envisagée à terme.
Le jeu propose une interface à double échelle, avec une carte du monde présentée en vue isométrique et une transition immédiate sans chargement vers une vue à la troisième personne lorsque le personnage rejoint des points d'intérêt. Le projet envisagé se veut immersif, avec une grande liberté dans l'approche du joueur, que ce soit au niveau de l’interactivité des décors, du système d'artisanat ou du comportement de l'univers. Le combat visera à récompenser les réflexes et les décisions du joueur plutôt que l'équipement et l'expérience du personnage.
Enfin, la version physique du jeu devrait être accompagnée d'une carte en tissu, d'un manuel imprimé et d'autres objets comme ce fut le cas avec les boîtes des jeux Ultima.

## Philosophies et religions

### Britannia

#### Les trois principes
- Courage
- Amour
- Vérité

#### Les huit vertus
Les vertus sont l’aboutissement de la quête de l’Avatar. Elles dérivent des principes et de leur combinaison.
- Vaillance (Courage)
- Sacrifice (Courage et Amour)
- Compassion (Amour)
- Justice (Amour et Vérité)
- Honnêteté (Vérité)
- Honneur (Courage et Vérité)
- Spiritualité (Courage, Amour et Vérité)
- Humilité

#### La Confrérie
La Confrérie est fondée par le druide Batlin vingt ans avant la septième venue de l’Avatar sur Britannia. Elle professe les trois principes suivants.
- Lutte pour l’unité
- Foi en ton frère
- Mérite devance récompense

### Les Gargouilles
Les gargouiles suivent les trois principes suivants.
- Contrôle
- Passion
- Diligence

### Killorn Keep
Les habitants de Killorn Keep suivent les huit vertus du Gardien.
- Retenue
- Ponctualité
- Obéissance
- Attention
- Conformisme
- Efficacité
- Silence
- Diligence

### Les Ophidiens
Les Ophidiens sont divisés en deux nations professant deux philosophies dont les principes sont antagonistes. La combinaison des principes de l’Ordre et du Chaos constitue l’Équilibre.

#### L’Ordre
- Éthique
- Logique
- Discipline

#### Le Chaos
- Tolérance
- Émotion
- Enthousiasme

### Morgaelin

#### Les Zéalans
Les Zéalans vénèrent des allégories des émotions.
- Amoras (Amour)
- Apathas (Indifférence)
- Odion (Guerre)

#### Les Pagans
Les Pagans vénèrent les titans élémentaux.
- Lithos (Terre)
- Hydros (Eau)
- Stratos (Air)
- Pyros (Feu)